# Fleming (Colorado)
Fleming és una població dels Estats Units a l'estat de Colorado. Segons el cens del 2000 tenia 426 habitants.

## Demografia
Segons el cens del 2000, Fleming tenia 426 habitants, 169 habitatges, i 115 famílies. La densitat de població era de 316,3 habitants per km².
Dels 169 habitatges en un 30,8% hi vivien nens de menys de 18 anys, en un 58,6% hi vivien parelles casades, en un 7,7% dones solteres, i en un 31,4% no eren unitats familiars. En el 30,2% dels habitatges hi vivien persones soles el 14,8% de les quals corresponia a persones de 65 anys o més que vivien soles. El nombre mitjà de persones vivint en cada habitatge era de 2,52 i el nombre mitjà de persones que vivien en cada família era de 3,14.
Per edats la població es repartia de la següent manera: un 28,9% tenia menys de 18 anys, un 6,1% entre 18 i 24, un 23% entre 25 i 44, un 22,8% de 45 a 60 i un 19,2% 65 anys o més.
L'edat mediana era de 39 anys. Per cada 100 dones de 18 o més anys hi havia 93 homes.
La renda mediana per habitatge era de 26.484 $ i la renda mediana per família de 31.818 $. Els homes tenien una renda mediana de 25.417 $ mentre que les dones 14.063 $. La renda per capita de la població era de 12.113 $. Entorn del 6,4% de les famílies i el 12,4% de la població estaven per davall del llindar de pobresa.

## Poblacions més properes
El següent diagrama mostra les poblacions més properes.